# 阿尔帕尔蒂尔
阿尔帕尔蒂尔，是西班牙阿拉贡自治区萨拉戈萨省的一个市镇。 总面积27平方公里，总人口609人（2001年），人口密度23人/平方公里。